# William Renwick
Pour les articles homonymes, voir Renwick.
Pas d'image ? Cliquez ici

b Matchs officiels uniquement.
Dernière mise à jour le 3 juillet 2013.
William Norman Renwick, né le 29 novembre 1914 à Édimbourg et mort le 15 juin 1944 à Bolsena, lors de la Campagne d'Italie, est un joueur de rugby à XV qui a évolué au poste d'ailier pour l'équipe d'Écosse de 1938 à 1939.

## Biographie
William Renwick obtient sa première cape internationale à l'âge de 23 ans le 19 mars 1938, à l'occasion d'un match contre l'équipe d'Angleterre. Il inscrit deux essais pour l'équipe d'Écosse qui remporte la triple couronne en 1938. William Renwick connaît sa dernière cape internationale à l'âge de 24 ans le 4 février 1939, à l'occasion d'un match contre l'équipe du pays de Galles.

## Statistiques en équipe nationale
- 2 sélections avec l'équipe d'Écosse
- 6 points (2 essais)
- Sélections par année : 1 en 1938, 1 en 1939.
- Tournois britanniques de rugby à XV disputés : 1938, 1939.